# Corazón de fuego (álbum)
Corazón de fuego es el álbum debut de Soraya Arnelas. Fue publicado el 5 de diciembre de 2005 a través del sello Santander Records, perteneciente a Vale Music.

## Lanzamiento
Se publicó el 5 de diciembre de 2005, coincidiendo con la promoción de Navidad, a través de la discográfica de Kike Santander, Santander Records.

## Lista de canciones
| Corazón de fuego |                                             |                                           |          |  |
| N.º              | Título                                      | Escritor(es)                              | Duración |  |
| 1.               | «Mi mundo sin ti»                           | Kike Santander                            | 03:55    |  |
| 2.               | «Mil lágrimas»                              | David Santiesteban y Esmeralda Grao       | 04:01    |  |
| 3.               | «Pienso en ti»                              | Kike Santander y Will Bowen               | 03:56    |  |
| 4.               | «Corazón de fuego»                          | Kike Santander                            | 03:12    |  |
| 5.               | «Cúrame este amor» (A dúo con Fran Dieli)   | Kike Santander y José Gaviria             | 04:31    |  |
| 6.               | «Rosas nuevas»                              | Kike Santander y Felipe Pedroso           | 04:20    |  |
| 7.               | «Tan sólo palabras»                         | Kike Santander                            | 04:03    |  |
| 8.               | «Me tienes delirando» (Chain Reaction)      | Hakan Lundberg, Jonas Blees y Mia Crispin | 03:46    |  |
| 9.               | «Vuelve junto a mí»                         | Kike Santander y Ángela Hunte             | 04:21    |  |
| 10.              | «Tu piel» (I Just Want To Make Love To You) | Willie Dixon                              | 03:18    |  |
| 11.              | «Mi gran amor» (My Everything)              | Jennifer Brown, Anders Bagge y Terry Cox  | 04:30    |  |
| 42:34            |                                             |                                           |          |  |

## Listas

### Semanales
| País   | Ranking         | Primera semana | Posición de ingreso | Mejor posición | Semanas en la mejor posición | Semanas en el ranking | Última semana |
| ------ | --------------- | -------------- | ------------------- | -------------- | ---------------------------- | --------------------- | ------------- |
| Europa |                 |                |                     |                |                              |                       |               |
| España | Top 100 álbumes | 11/12/2005     | 17                  | 13             | 2                            | 29                    | 30/07/2006    |

### Certificaciones
| País   | Proveedor  | Año  | Certificación |
| Europa |            |      |               |
| España | Promusicae | 2006 | Platino       |